# Большаков, Николай Иванович (кинооператор)
Николай Иванович Большаков (12 декабря 1912, Томск — 3 сентября 1990, Москва) — советский кинооператор. Заслуженный деятель искусств РСФСР (1988).

## Биография
Родился 12 (25) декабря 1912 в Томске.
В 1930 — учитель в деревне Погорелки Ярославской области.
В 1931 — преподаватель литературы на курсах младших командиров РККА, инструктор-пропагандист дома Красной Армии в Ярославле.
В 1937 году окончил операторский факультет ВГИКа, с этого же года ассистент оператора киностудии «Мосфильм», был ассистентом у кинооператора Эдуарда Тиссэ на съёмках фильма Сергея Эйзенштейна «Александр Невский».
С июня 1939 — оператор Одесской киностудии, первая самостоятельная работа — фильм «Небеса» (1940).
Во время Великой Отечественной войны был военным кинооператором на Черноморском флоте,  снимал кино-очерки и документальные фильмы, на съёмках документального фильма «Каспийцы» (1944) был также сорежиссёром совместно с Григорием Александровым. Член ВКП(б) с ноября 1944 года. Награждён Орденом Красной Звезды (1942), двумя Орденами Отечественной войны II степени (1944, 1985), медалями «За доблестный труд в Великой Отечественной войне» и «За победу над Германией».
После войны работал оператором художественных фильмов на «Мосфильме». Член Союза кинематографистов СССР с 1957 года.
В 1988 году присвоено звание Заслуженного деятеля искусств РСФСР.
Умер в 1990 году в Москве.
Был женат на актрисе Нине Никитиной.

## Избранная фильмография
- 1940 — Небеса
- 1944 — Каспийцы (документальный)
- 1948 — Путь славы
- 1951 — Мы за мир (ГДР-СССР)
- 1952 — Джамбул
- 1955 — Тайна вечной ночи
- 1956 — Хозяйка гостиницы
- 1958 — Над Тиссой
- 1961 — Музыка Верди (к/м)
- 1962 — Трамвай в другие города (к/м)
- 1964 — Негасимое пламя
- 1965 — Чёрный бизнес
- 1967 — Арена
- 1968 — На манеже (короткометражный)
- 1970 — Когда расходится туман
- 1976 — «SOS» над тайгой
- 1980 — Всадник на золотом коне
- 1983 — О странностях любви